# جون كورين كريستي
جون كورين كريستي (بالنرويجية البوكمول: Johan Koren Christie)‏ هو كاتب ومدرس ومحرر وشاعر نرويجي، ولد في 31 مايو 1814 في كريستيانسوند في النرويج، وتوفي في 17 مايو 1885 في هاوغسوند في النرويج.